# Hiodon alosoides
Laquaiche aux yeux d'or, La Queche
Espèce
Synonymes
- Amphiodon alosoides (Rafinesque, 1819)[2]
- Amphiodon alveoides Rafinesque, 1819[1]
- Clupea alosoides Rafinesque, 1819[1]
- Cyprinus smithii (non Richardson, 1836)[2]
- Elattonistius chrysopsis (Richardson, 1836)[2]
- Hiodon chrysopsis Richardson, 1836[1]
- Hiodon clodalis Lesueur, 1818[2]
- Hiodon clodalus Lesueur, 1818[1]
- Hyodon alosoides (Rafinesque, 1819)[2]
- Hyodon chrysopsis Richardson, 1836[2]

Répartition géographique
Hiodon alosoides, communément appelé Laquaiche aux yeux d'or ou La Queche, est une espèce de poissons d'eau douce de la famille des Hiodontidae endémique de l'Amérique du Nord.

## Systématique
L'espèce Hiodon alosoides a été initialement décrite en 1819 par le naturaliste et archéologue franco-américain Constantine Samuel Rafinesque (1783-1840) sous le protonyme de Clupea alosoides.

## Répartition
Hiodon alosoides se rencontre en Ontario, dans la région des Grands Lacs, dans les bassins de l'Ohio et   du Mississippi et également depuis l'Alberta jusqu'au Montana et au Wyoming et en Oklahoma.

## Description
Hiodon alosoides peut mesurer jusqu'à 52 cm mais sa taille habituelle est d'environ 31 cm. Son poids record est de 1,7 kg et son âge maximal de 14 ans.

## Étymologie
Son épithète spécifique, alosoides, lui a été donnée en référence à sa forme rappelant celles des Aloses.